# Unione Sportiva Triestina 1961-1962
Questa voce raccoglie le informazioni riguardanti l'Unione Sportiva Triestina nelle competizioni ufficiali della stagione 1961-1962.

## Rosa
| N. |                   | Ruolo | Calciatore          |
| -- | ----------------- | ----- | ------------------- |
|    | Italia (bandiera) | C     | Umberto Bizai       |
|    | Italia (bandiera) | D     | Adelchi Brach       |
|    | Italia (bandiera) | C     | Luigi Bretti        |
|    | Italia (bandiera) | A     | Claudio Demenia     |
|    | Italia (bandiera) | D     | Romano Frigeri      |
|    | Italia (bandiera) | C     | Vittorino Mantovani |
|    | Italia (bandiera) | D     | Silvano Merkuza     |
|    | Italia (bandiera) | P     | Ferdinando Miniussi |
|    | Italia (bandiera) | A     | Gloriano Risos      |
|    | Italia (bandiera) | D     | Bruno Rocco         |

| N. |                     | Ruolo | Calciatore      |
| -- | ------------------- | ----- | --------------- |
|    | Italia (bandiera)   | C     | Renato Sadar    |
|    | Italia (bandiera)   | C     | Sergio Santelli |
|    | Italia (bandiera)   | A     | Giuseppe Secchi |
|    | Italia (bandiera)   | D     | Enore Simoni    |
|    | Italia (bandiera)   | C     | Fabio Slobez    |
|    | Ungheria (bandiera) | C     | László Szőke    |
|    | Italia (bandiera)   | P     | Riccardo Toros  |
|    | Italia (bandiera)   | C     | Antonio Travain |
|    | Italia (bandiera)   | A     | Luigi Trevisan  |